# Bevin Boys
Im Bevin-Boys-Programm wurden im Zweiten Weltkrieg zwischen Dezember 1943 und März 1948 junge britische Männer zur Arbeit in den Kohlebergwerken des Vereinigten Königreichs herangezogen. Zehn Prozent aller männlichen Wehrpflichtigen im Alter von 18 bis 25 Jahren wurden durch das Los für diese Arbeit verpflichtet, einige Freiwillige konnten diesen Dienst als Alternative zur militärischen Wehrpflicht leisten. Insgesamt dienten fast 48.000 Arbeitspflichtige und mussten einen lebenswichtigen und gefährlichen, aber weitgehend unbekannten Arbeitsdienst in Kohlebergwerken verrichten. Viele von ihnen wurden erst zwei Jahre nach dem Ende des Zweiten Weltkrieges aus dem Dienst entlassen.

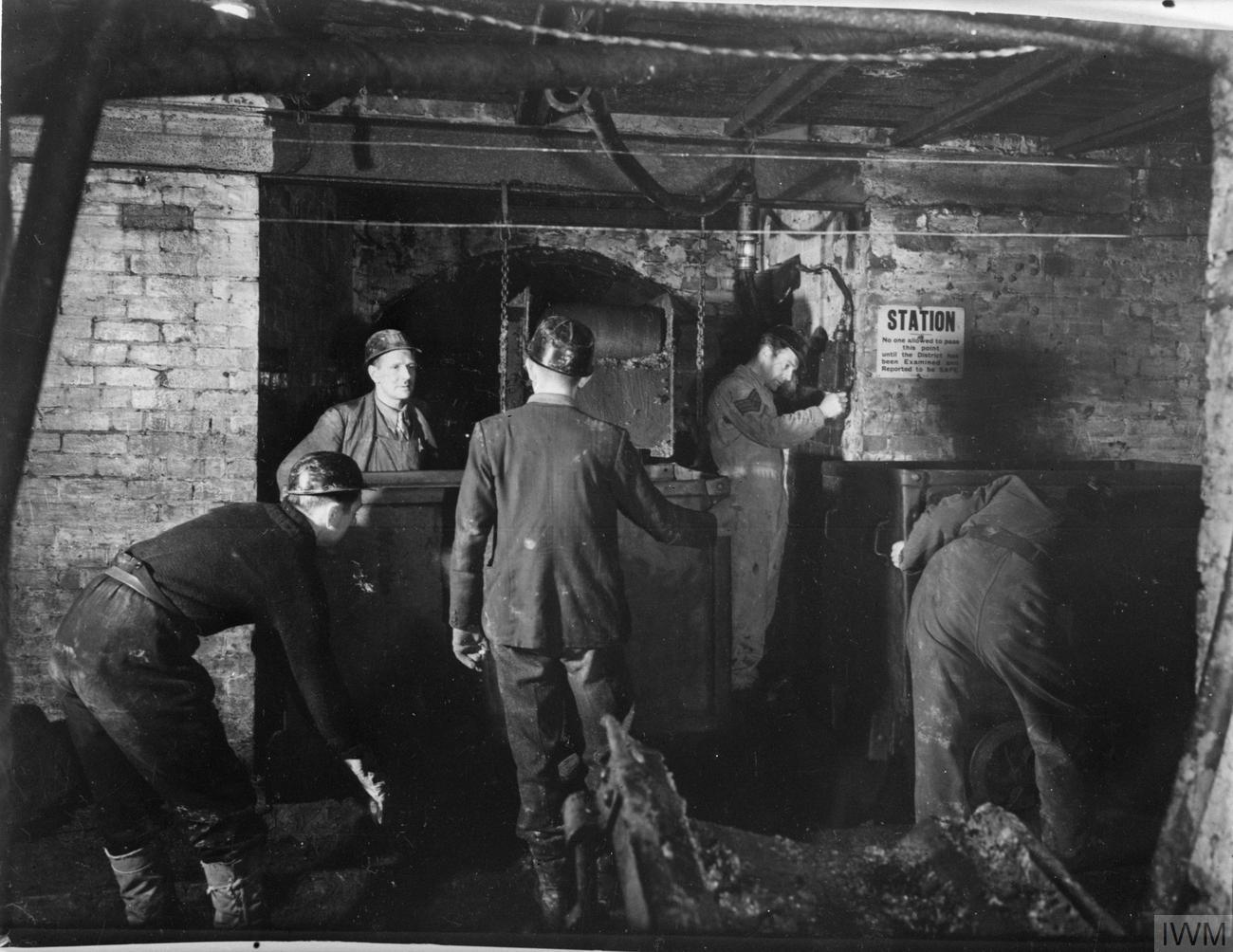
Bevin Boys bei der praktischen Schulung durch einen erfahrenen Bergmann in Ollerton, Nottinghamshire, im Februar 1945

## Erstellung des Programms
Das Programm wurde benannt nach Ernest Bevin, einem britischen Gewerkschaftsfunktionär und späteren Minister für Arbeit und Nationalen Dienst der Labour Party in der Kriegsregierung Churchill. Zu Beginn des Krieges unterschätzte die Regierung den Wert der Bergleute, die sie in die Streitkräfte eingezogen hatte. Bis Mitte 1943 gingen den Kohlenbergwerken 36.000 Arbeiter verloren, die in der Regel nicht ersetzt wurden, weil die meisten jungen Männer den Streitkräften zugeführt wurden. Die Regierung trat an junge Männer heran, freiwillig in den Gruben zu arbeiten. Es fanden sich nur wenige und der Arbeitskräftemangel in diesem kriegswichtigen Bereich hielt an.
Im Oktober 1943 kam es in Großbritannien zu einem Kohleengpass, die sowohl für den Krieg als auch als Heizstoff benötigt wurde. Am 12. Oktober kündigte der Minister für Treibstoff und Energie im Unterhaus an, dass einige Wehrpflichtige in die Bergwerke gesendet werden würden. Am 2. Dezember erklärte Ernest Bevin das Vorhaben genauer. Der umgangssprachliche Name „Bevin Boys“ entstammte einer weiteren Rede Bevins.
Von 1943 bis 1945 wurde einer von zehn jungen Wehrpflichtigen verpflichtet, in den Bergwerken zu arbeiten. Dies führte zu Widerstand, da viele junge Männer sich lieber den Streitkräften anschlossen und befürchteten, dass sie als Bergleute nicht geschätzt würden. Tatsächlich wurden viele Bevin Boys verspottet und beschuldigt, sich der Wehrpflicht zu entziehen.

## Bevin-Boys-Programm

### Auswahl der Wehrpflichtigen
Um die Auswahl nach dem Zufallsprinzip durchzuführen, zog eine von Bevins Sekretärinnen ab dem 14. Dezember 1943 einmal pro Woche eine der zehn Ziffern 0–9 aus einem Hut. Alle Männer, deren nationale Dienstregistrierungsnummer auf diese Ziffer endete, wurden als Bevin Boy zum Dienst verpflichtet. Befreit waren Hochqualifizierte wie Flugzeugtechniker sowie für den Bergbau physisch Untaugliche.

### Arbeitsbedingungen und gesellschaftliche Ausgrenzung

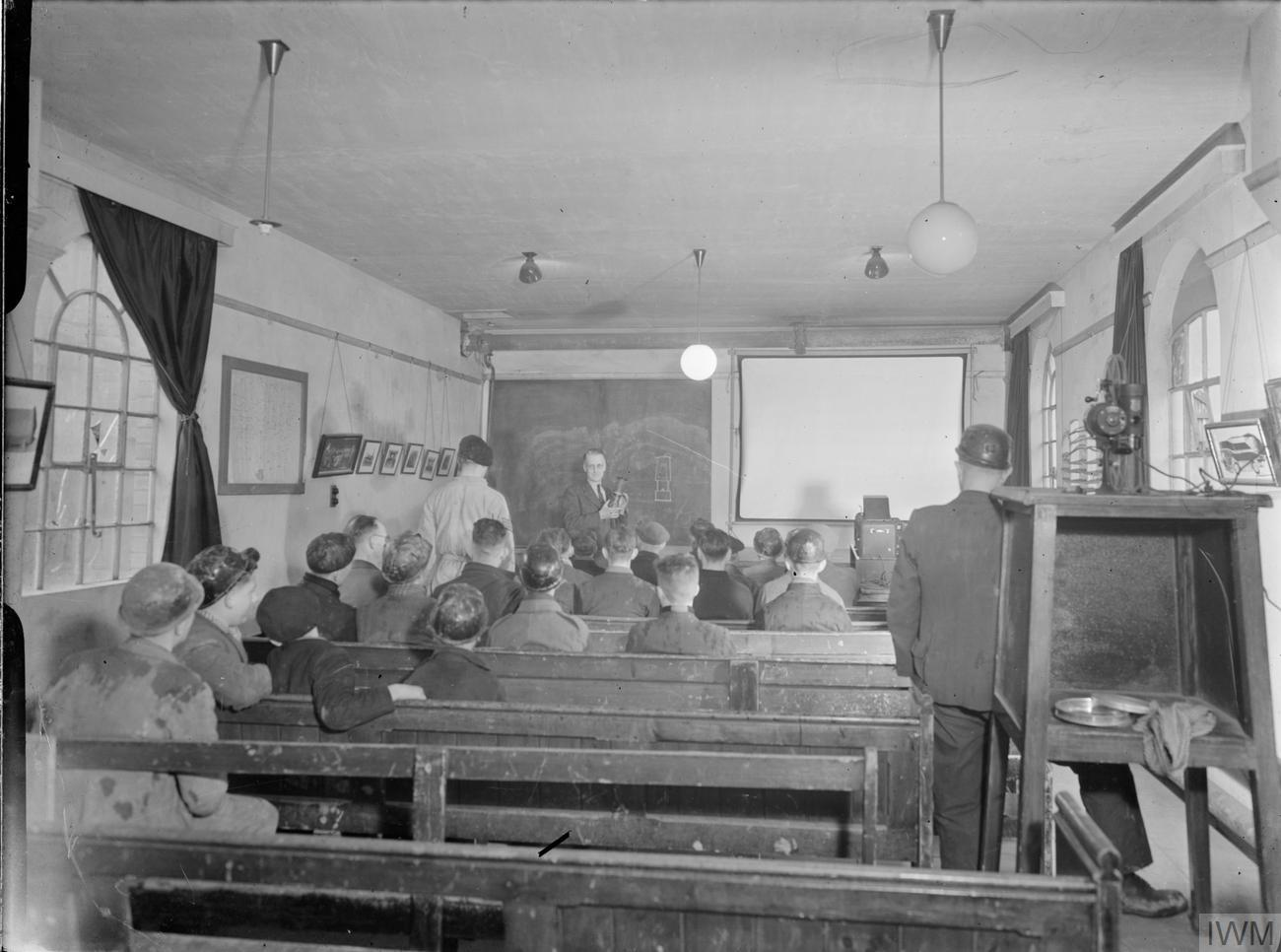
Theoretischer Unterricht für die Bevin Boys über die Grubenlampe in Ollerton, Nottinghamshire, im Februar 1945

Nach einer sechswöchigen Ausbildung (vier Wochen Theorie, zwei Wochen Praxis) folgte die Arbeit unter Tage. Die mit Helmen und stahlverstärkten Sicherheitsstiefeln ausgestatteten Bevin Boys trugen weder Uniformen noch Abzeichen, sondern die ältesten Kleider, die sie finden konnten. Sie wurden daher vielfach von der Polizei gestoppt und befragt, weil der Verdacht bestand, dass sie sich der Wehrpflicht entzögen.
Kriegsdienstverweigerer konnten als zivilen Ersatzdienst die Pflichtarbeit in den Bergwerken verrichten. Dieser Ersatzdienst war vollständig vom Bevin-Boy-Programm getrennt. Auch aus diesem Grund gab es unter der Zivilbevölkerung die Annahme, dass Bevin Boys „Conchies“, also zur damaligen Zeit wenig geschätzte Wehrdienstverweigerer (englisch conscientious objectors) waren. Das Recht zur Wehrdienstverweigerung aus Gewissens-, philosophischen oder religiösen Gründen wurde in der Wehrgesetzgebung wie bereits im Ersten Weltkrieg anerkannt.

## Ende des Programms und späte Anerkennung

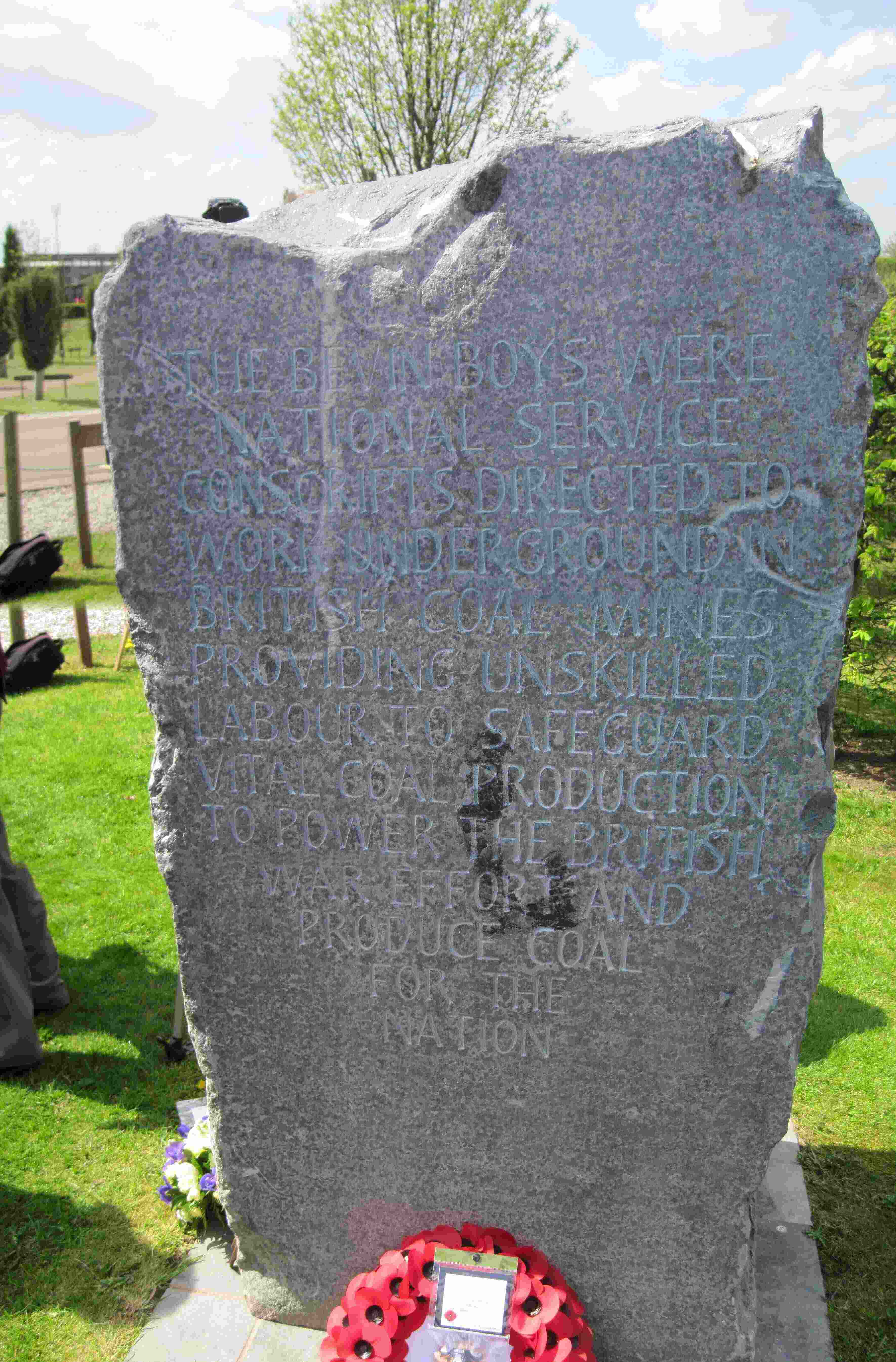
Einer der vier Gedenksteine

Das Bevin-Boys-Programm wurde im Jahr 1948 beendet. Damals erhielten die Bevin Boys weder Medaillen noch das Recht, auf ihre alten Arbeitsplätze zurückzukehren im Gegensatz zu den Soldaten, die in den regulären Streitkräften gedient hatten.
Im Jahr 1989 wurde die „Bevin Boys Association“ gegründet, die anfangs nur 32 Mitglieder zählte und im Jahr 2009 über 1.800.
Erstmals nach dem Zweiten Weltkrieg wurden die Bevin Boys im Jahr 1995 in einer Rede von Königin Elizabeth II. offiziell als Mitwirkende des Krieges anerkannt.
Am 20. Juni 2007 informierte Tony Blair das Unterhaus, dass tausenden Wehrpflichtigen, die während des Zweiten Weltkriegs in den Kohlebergwerken arbeiten mussten, eine Ehrung zuteilwerden würde. Die Bevin Boys würden mit einem Veteranen-Abzeichen ähnlich dem königlichen Streitkräfte-Abzeichen, das vom Verteidigungsministerium verliehen wurde, belohnt.
Die ersten Abzeichen wurden am 25. März 2008 vom damaligen Premierminister Gordon Brown in einem Empfang in Downing Street 10 verliehen, dem 60. Jahrestag der Entlassung der letzten Bevin Boys.
Am Dienstag, den 7. Mai 2013 wurde ein Denkmal für die Bevin Boys enthüllt. Das Denkmal wurde von dem ehemaligen Bevin Boy Harry Parkes entworfen, es besteht aus vier Steinsockeln.

## Bekannte Bevin Boys
- Peter Archer
- Lord Paul Hamlyn
- Nat Lofthouse[14]
- Dickson Mabon
- Eric Morecambe[15]
- Alun Owen
- Jimmy Savile[16]
- Brian Rix[15]
- Peter Shaffer[17]